# Dabet Hanut
 (mai 2025).
Si vous disposez d'ouvrages ou d'articles de référence ou si vous connaissez des sites web de qualité traitant du thème abordé ici, merci de compléter l'article en donnant les références utiles à sa vérifiabilité et en les liant à la section « Notes et références ».
 (avril 2023).
Dabet Hanut (en arabe : دبة حانوت) est une ville en Jordanie.
Des scènes de Dune, deuxième partie y ont été tournées.

## Source de la traduction
- (ar) Cet article est partiellement ou en totalité issu de l’article de Wikipédia en arabe intitulé « دبة حانوت (العقبة) » (voir la liste des auteurs).